# Lloret ratpenat de les Sula
El lloret ratpenat de les Sula (Loriculus sclateri) és una espècie d'ocell de la família dels psitàcids que habita boscos poc densos i ciutats de Sula i Banggai, a l'est de Sulawesi.